# 奥貫友山
奥貫 友山（おくぬき ゆうざん、宝永5年（1708年） - 天明7年11月10日（1787年12月19日））は、江戸時代の儒者・教育者・慈善家。

## 略歴
武蔵国久下戸村（現・埼玉県川越市大字久下戸）に奥貫正清の子として生まれる。名は正卿。字は伯雅。通称は五平次。
久下戸村の名主を勤める傍ら、幕府の儒官・成島錦江に学び細井平洲、青木昆陽と交友した。その後、村に帰り明和元年（1764年）には私塾を開設して教育を行った。

## 寛保の大洪水
寛保2年（1742年）8月、関東一円に台風がもたらした大風雨があり、荒川・利根川などの河川が決壊氾濫して江戸時代最大の大洪水が発生した（寛保の大洪水）。川越藩領内でも被害は28村に及び、被災民の数は近郊を含めると10万人を超えた、という。
友山は率先して救助にあたり、米25俵、麦70石、雑穀266石等の自己私財すべてを農民に拠出、自ら粥を作って振る舞い続け、1万6000人の命を救ったという。さらに自らの田畑を江戸商人に質入し、その金で食糧を買い続け1年に渡って窮民を救援し続けた。最終的に48ヶ村の10万6千名の命を救ったとされる。自費で水塚と呼ばれる植林を続けた。また江戸に出て師の錦江を通じて幕府に防災策を言上した。川越城主秋元凉朝は狩野周信筆の鷹絵1幅などを贈り友山を高く賞した。
その後、明和元年（1764年）、武蔵国から信濃国一帯に発生した大規模な一揆（中山道伝馬騒動）では、村内で奥貫家だけが打ち壊しを免れたと伝える。
天明7年（1787年）11月10日、80歳で没した。墓は川越市大字久下戸にある。
大正13年（1924年）、従五位を追贈された。

## 遺訓
友山は土地や年貢関係の帳簿類、米や雑穀類の値段表など、貴重な史料を現代に残している。奥貫家は現存し、埼玉県指定文化財（旧跡）となっている。
彼が著した『大水記』には防災の教訓が多く含まれ、戦前の修身の教科書や今日の防災関連書でも引用されている。